# Purugoa (Ort)
Purugoa ist ein osttimoresischer Ort im Suco Ilat-Laun (Verwaltungsamt Bobonaro, Gemeinde Bobonaro). Das Dorf liegt im Süden der Aldeia Purugoa, auf einer Meereshöhe von 335 m. Östlich der Siedlung fließt der Fluss Marobo.